# Limotettix xanthus
Limotettix xanthus är en insektsart som beskrevs av Hamilton 1994. Limotettix xanthus ingår i släktet Limotettix och familjen dvärgstritar. Inga underarter finns listade i Catalogue of Life.